# Etinde
Cet article possède un paronyme, voir Cameroun (homonymie).
Ne doit pas être confondu avec Mont Cameroun.
L'Etinde, aussi appelé Petit mont Cameroun, est un sommet de 1 713 m, situé près de Limbé au sud du mont Cameroun.

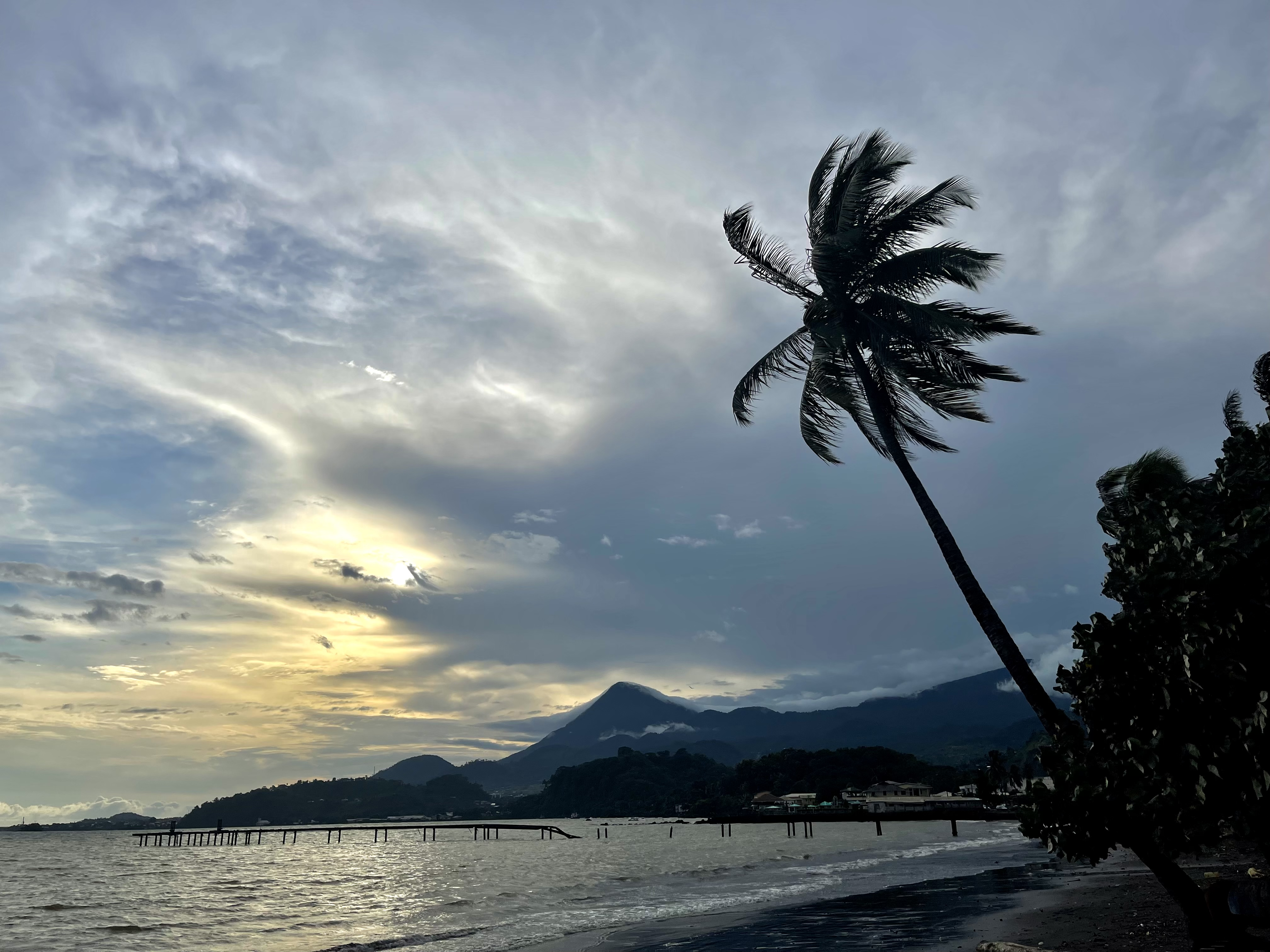
Mont Etinde vu de Down Beach Limbé.